# Bradysia magnifica
Bradysia magnifica är en tvåvingeart som beskrevs av Werner Mohrig och Menzel 1993. Bradysia magnifica ingår i släktet Bradysia och familjen sorgmyggor. Inga underarter finns listade i Catalogue of Life.